# (35621) 1998 JD4
1998 جاي دي 4 (ويعرف أيضًا باسم (35621) 1998 جاي دي 4 وفق تسمية الكوكب الصغير) (بالإنجليزية: 1998 JD4)‏ هو كويكب ضمن حزام الكويكبات؛ وترتيبه 35621 من حيث الاكتشاف.
اكتُشف هذا الجُرم الفلكي بواسطة Adrián Galád ‏ في 15 مايو 1998.

## وصلات خارجية
- (35621) 1998 JD4 في قاعدة بيانات مختبر الدفع النفاث لأجرام النظام الشمسي الصغيرة

- الاكتشاف · مخطط المدار ·  العناصر المدارية · المعلمات المادية

- (35621) 1998 JD4 على موقع ويكي سكاي: DSS2, SDSS, GALEX, IRAS, Hydrogen α, X-Ray, Astrophoto, Sky Map, Articles and images